# Gonzalo Menéndez, conte di Portogallo
Gonzalo Menéndez Gonzalo anche in spagnolo, Gonçalo in galiziano e in portoghese e Gonçal in catalano (prima metà X secolo – 997) è stato un militare spagnolo; era un conte galiziano nel regno di León del X secolo, che fu signore della Contea di Portucale.

## Origine
Secondo il documento n° XCIX del Portugaliae monumenta historica Gonzalo era figlio del conte galiziano nel Regno di León del X secolo, conte di Deza e quarto signore della Contea di Portucale Ermenegildo González e della contessa galiziana nel regno di León del X secolo, che fu signora della Contea di Portucale Muniadona Díaz (Gundisalbus filii ermegildi et mummadomne), che, secondo il documento n° XXXI del Portugaliae monumenta historica era figlia del signore della Contea di Portucale Diego Fernandes e della moglie Oneca, le cui origini non sono chiare; a volte viene chiamata Onneca Lucides, figlia del conte portoghese Lucídio Vimaranes, che secondo la storica medievalista spagnola Margarita Torres, è dovuto a una confusione con l'omonima pronipote di Onneca, la figlia di Lucídio Aloítez.

Nessuna cronaca cita gli ascendenti di Ermenegildo, che era figlio di Gonzalo Betótez e di Teresa Eriz, sia secondo Mario Cardozo, che secondo lo storico medievalista portoghese Armando de Almeida Fernandes, nel suo Portugal no Período Vimaranense (868-1128). Iª Parte.

La penisola iberica alla morte di Gonzalo Menéndez

## Biografia
Non si conosce la data esatta della morte del padre, Ermenegildo, che dal 943 non viene più citato, e certamente prima del 950, quando sua madre, Muniadona, si cita come sua vedova nel documento n° LXI del Portugaliae monumenta historica del 24 luglio di quello stesso anno, in cui vengono citati tutti i suoi figli, e al maggiore, Gonzalo Menéndez viene dato il Contado Portucalense, succedendo alla madre, Muniadona, che comunque gli rimase accanto nella conduzione della contea e che, nel 951, secondo il documento n° XXXVI del Portugaliae monumenta historica ricevette una donazione dal re di León e Galizia Ramiro II.
Gonzalo, viene citato insieme alla prima moglie Ilduara Peláez (Gunsalbo menendiz et uxor tue ilduare), nel documento n° LXXXVIII del Portugaliae monumenta historica, datato 964, inerente una donazione ricevuta.
Secondo la Historia silense Gonzalo, nel 966, si ribellò al re di León e Galizia Sancho I, detto il Grasso e lo affrontò con un esercito sul fiume Duero, si accordarono sul tributo da pagare e Gonzalo diede una mela avvelenata al re, che durante il ritorno nel regno di León, si sentì male e il terzo giorno morì.
Ancora secondo la Historia silense Gonzalo non ebbe buoni rapporti con il successore di Sancho I, il figlio Ramiro III di León.
Secondo il documento n° XCIX del Portugaliae monumenta historica Gonzalo, nel 968, fece una donazione.
Secondo lo storico medievalista portoghese José Mattoso nel suo «A nobreza portucalense dos séculos IX a XI» (non consultato), tra il 970 e il 974 Gonzalo ebbe contrasti con Rodrigo Velázquez, conte di Limia, che sconfisse nella battaglia di Aguioncha.
Secondo il documento n° CXXXII del Portugaliae monumenta historica Gonzalo, nel 981, fece una donazione.
Dal 993 governò anche il territorio di Braga fino al 997, anno in cui morì combattendo Almanzor, quando invase Santiago de Compostela (in quel periodo fu definitivamente abbandonata la città di Conimbriga), e gli succedette il figlio, Menendo González, come riporta Portugal no Período Vimaranense (868-1128).

## Matrimoni e discendenza
Gonzalo aveva sposato prima del 964 Ilduara Peláez, citata con il marito (Gunsalbo menendiz et uxor tue ilduare), nel documento n° LXXXVIII del Portugaliae monumenta historica, datato 964, inerente una donazione ricevuta, figlia del conte, Pelagio González e della moglie Ermesinda Gutiérrez.

Gonzalo da Ilduara ebbe cinque figli:
- Menendo González († 11ottobre 1008), conte di Portucale[14]
- Ramiro González, premorto al padre
- Rosendo González († dopo il 1014), citato nel documento n° CCXXV del Portugaliae monumenta historica, datato 1014[15]
- Diego González
- Muniadona González († 1013)

Rimasto vedovo, nel 983 circa, Gonzalo, in seconde nozze sposò Ermesenda, di cui non si conoscono gli ascendenti, e che viene citata come moglie di Gonzalo (comite domno Gundisalbo et ad coniugem suam domna Ermesinda) nel documento n° CCXXV del Portugaliae monumenta historica, datato 1014.

Gonzalo da Ermesenda non ebbe figli.

### Fonti primarie
- (LA)  Portugaliae monumenta historica.
- (LA)  Historia silense

### Letteratura storiografica
- (PT)  #ES Sería Mumadona tia de Ramiro II, Rei de Leão?
- (PT)  Portugal no Período Vimaranense (868-1128). Iª Parte